# Ptilogyna inornata
Ptilogyna inornata är en tvåvingeart som först beskrevs av Frederick Askew Skuse 1890.  Ptilogyna inornata ingår i släktet Ptilogyna och familjen storharkrankar. Inga underarter finns listade i Catalogue of Life.